# Просвірнін Іван Олексійович
Іван Олексійович Просвірнін (1897, Катеринославська губернія — розстріляний 1 вересня 1937, Київ) — радянський партійний і профспілковий діяч, відповідальний секретар Луганського і Краматорського міських комітетів КП(б)У, секретар і голова Всеукраїнської республіканської ради професійних спілок. Член Центральної Контрольної Комісії КП(б)У в листопаді 1927 — січні 1934 р. Член ЦК КП(б)У в січні 1934 — серпні 1937 р. Кандидат у члени Організаційного бюро ЦК КП(б)У в червні — серпні 1937 р.

## Біографія
Народився у родині робітника на Донбасі. З тринадцяти років працював на шахті, потім був робітником заводу Гартмана у місті Луганську.
Член РСДРП(б) з 1917 року. Учасник Громадянської війни 1917—1919 років на Донбасі.
Закінчив Комуністичний університет імені Свердлова у Москві.
З 1925 по 1926 рік — заступник відповідального секретаря Криворізького окружного комітету КП(б)У.
З серпня 1926 року — член правління Південно-рудного тресту в місті Харкові.
До 1927 року — помічник завідувача відділу ЦК КП(б)У в місті Харкові. Потім — завідувач організаційно-планового відділу Центральної Контрольної Комісії КП(б)У.
З 1929 по 1931 рік — заступник голови Центральної Контрольної Комісії КП(б)У. Одночасно, з грудня 1929 по 1931 рік — 2-й заступник народного комісара робітничо-селянської інспекції Української СРР.
У 1931—1932 роках — відповідальний секретар Луганського міського комітету КП(б)У. У 1932—1933 роках — секретар Харківського міського комітету КП(б)У.
У 1933—1935 роках — 1-й секретар Краматорського міського комітету КП(б)У Донецької області.
У травні 1935—1936 роках — секретар Всеукраїнської республіканської ради професійних спілок.
У 1936—1937 роках — голова Всеукраїнської республіканської ради професійних спілок.
У 1937 році заарештований органами НКВС. 25 серпня 1937 року засуджений до розстрілу. Посмертно реабілітований.